# La Neuville-sur-Essonne
La Neuville-sur-Essonne település Franciaországban, Loiret megyében. Lakosainak száma 345 fő (2022. január 1.). La Neuville-sur-Essonne Aulnay-la-Rivière, Échilleuses, Estouy, Givraines, Grangermont, Ondreville-sur-Essonne és Yèvre-la-Ville községekkel határos.

## Népesség
A település népességének változása:
| Lakosok száma | 236  | 243  | 248  | 325  | 375  | 385  | 386  | 357  | 351  | 345  |
|               | 1968 | 1982 | 1990 | 2006 | 2013 | 2015 | 2017 | 2019 | 2020 | 2022 |